# Eugenia catharinensis
Eugenia catharinensis är en myrtenväxtart som beskrevs av Carlos Maria Diego Enrique Legrand. Eugenia catharinensis ingår i släktet Eugenia och familjen myrtenväxter. Inga underarter finns listade i Catalogue of Life.